# Rutland-Melton International Cicle Classic
La Rutland-Melton International Cicle Classic, nota in precedenza come East Midlands International Cicle Classic, è una corsa in linea di ciclismo su strada maschile che si svolge nella regione dei Midlands Orientali, in Regno Unito, ogni anno nel mese di aprile. Dal 2007 fa parte del circuito UCI Europe Tour come prova di classe 1.2. Il percorso si caratterizza per la presenza di numerosi settori di pavé.

## Albo d'oro
Aggiornato all'edizione 2025.
| Anno | Vincitore                             | Secondo                               | Terzo                                 |
| ---- | ------------------------------------- | ------------------------------------- | ------------------------------------- |
| 2005 | Scott Gamble                          | Benoît Lagorce                        | Matthew Stephens                      |
| 2006 | Robin Sharman                         | Chris Newton                          | Jonathan Dayus                        |
| 2007 | Malcolm Elliott                       | Ian Wilkinson                         | Michael Skelde                        |
| 2008 | Ciarán Power                          | Jan Bos                               | Malcolm Elliott                       |
| 2009 | Ian Wilkinson                         | Michael Berling                       | Yanto Barker                          |
| 2010 | Michael Berling                       | Dan Craven                            | Yanto Barker                          |
| 2011 | Zakkari Dempster                      | Erwin De Kerf                         | Marcin Białobłocki                    |
| 2012 | Alexandre Blain                       | Jamie Sparling                        | James McCallum                        |
| 2013 | Ian Wilkinson                         | Ian Bibby                             | Éric Berthou                          |
| 2014 | Thomas Moses                          | Thomas Scully                         | Mark McNally                          |
| 2015 | Steele Von Hoff                       | Chris Opie                            | Harry Tanfield                        |
| 2016 | Conor Dunne                           | Gruffudd Lewis                        | Chris Lawless                         |
| 2017 | Daniel Fleeman                        | Hayden McCormick                      | Brenton Jones                         |
| 2018 | Gabriel Cullaigh                      | Karol Domagalski                      | Koos Jeroen Kers                      |
| 2019 | Colin Joyce                           | Gabriel Cullaigh                      | Rory Townsend                         |
| 2020 | annullata per la Pandemia di COVID-19 | annullata per la Pandemia di COVID-19 | annullata per la Pandemia di COVID-19 |
| 2021 | annullata per la Pandemia di COVID-19 | annullata per la Pandemia di COVID-19 | annullata per la Pandemia di COVID-19 |
| 2022 | Finn Crockett                         | Tomáš Kopecký                         | Jacob Scott                           |
| 2023 | Luke Lamperti                         | Tijl de Decker                        | James McKay                           |
| 2024 | cancellata per motivi di sicurezza    | cancellata per motivi di sicurezza    | cancellata per motivi di sicurezza    |
| 2025 | Ben Granger                           | Mathis Avondts                        | Dylan Hicks                           |